# Кухач, Франьо
Фра́ньо Кса́вер Ку́хач (хорв. Franjo Ksaver Kuhač, настоящая фамилия Кох (нем. Koch); 20 ноября 1834, Эссег, Австрийская империя, ныне Осиек, Хорватия — 18 июня 1911, Аграм, Австро-Венгрия, ныне Загреб,  Хорватия) — хорватский музыковед, фольклорист, композитор и педагог.

## Биография
Обучался музыке в Пеште, Лейпциге, Веймаре и Вене  у Ференца Эркеля, Адольфа Маркса; Ференца Листа, Карла Черни (фортепиано). В 1859—1871 годах собирал музыкальный фольклор южных славян, венгров, австрийцев. В 1871 обосновался в Аграме (Загребе). Считается основоположником хорватских музыкальных этники, историографии и публицистики. Главный труд сборник песен с гармонизацией: «Južno-slavenske narodne popevke» (sv. 1—4, Zagreb, 1878-1881; sv. 5, 1941.)

## Сочинения
- Uputa u glasoviranje, 1-е изд., 1896, 2-е изд. 1897.
- Valpovo i njegovi gospodari, Zagreb 1876.
- Ilirski glazbenici, Zagreb 1893.
- Prilog za povjest glosbe južnosloslovjenske, Zagreb 1877—1882.